# ریچارد پنیا
ریچارد پنیا (یا ریچارد پنا، زادهٔ ۱۹۵۳ در نیویورک) (به انگلیسی: Richard Peña) فیلم‌شناسِ آمریکایی است. او درس‌خواندهٔ دانشگاه هاروارد و مؤسسه فناوری ماساچوست و استادِ سینما در دانشگاه کلمبیا است.